# Simpsonville (South Carolina)
Simpsonville er en by i Greenville County, South Carolina. Byen har 23.354 (2020) indbyggere.

## Geografi
Simpsonville har et areal på 22.81 km².

## Turistattraktioner
- Burdette Building
- Cureton-Huff House
- Hopkins Farm
- Simpsonville Baptist Church